# Fudbalski klub Slavija
Il Fudbalski klub Slavija (cirillico: Фудбалски клуб Славија), è una società calcistica bosniaca, con sede a Sarajevo Est (Istočno Sarajevo in lingua bosniaca, una città della Bosnia ed Erzegovina situata nella Republika Srpska, a nord-est della capitale Sarajevo).
Fondata nel 1908, inattiva dal 1941 al 1995, vanta una vittoria nella Coppa della Bosnia ed Erzegovina, ottenuta nel 2009, con conseguente partecipazione all'UEFA Europa League 2009-2010. Ha ottenuto anche un secondo posto nel campionato jugoslavo 1936, un campionato della Republika Srpska e due coppe della Republika Srpska.
Attualmente milita nella Prva liga Republike Srpske, seconda divisione del campionato bosniaco di calcio.

## Storia

### Dalla fondazione alla seconda guerra mondiale
Lo Slavija è la prima società sportiva fondata a Sarajevo, infatti nasce nel 1908 come Đački sportski klub ("Club sportivo studentesco"), più noto con l'acronimo ĐSK, per mano degli studenti del Ginnasio di Sarajevo. La prima gara ufficiale viene nel 1911 contro una selezione di soldati austriaci (Sarajevo fa ancora parte dell'impero austro-ungarico) e la vittoria sorride ai bianco-blu per 4–2. Nel 1910, la parte croata dei membri lascia il club e fonda lo Hrvatski ŠK (che poi diventerà SAŠK nel 1913), mentre quelli rimasti cambiano il nome in Srpski ŠK. Durante la prima guerra mondiale il club cessa l'attività, ed alla ripresa dell'attività cambia il nome in SK Slavija ed entra a far parte della sottofederazione di Sarajevo all'interno della Federcalcio jugoslava. Nel periodo interbellico, SAŠK e Slavija sono le uniche squadre di Sarajevo a riuscire a competere nel Državno prvenstvo, il campionato nazionale jugoslavo. Nel 1935–36 lo Slavija raggiunge la finale del campionato, perdendo di misura contro il BSK Belgrado, mentre nel 1939–40 si piazza al terzo posto, dietro a Građanski Zagabria e BSK. Questo piazzamento dà l'accesso alla Coppa dell'Europa Centrale 1940, dove lo Slavija esordisce con un clamoroso 3–0 sul Ferencváros, al tempo uno dei migliori club europei, subito annullato però dalla sconfitta 1–11 nel ritorno.
Lo Slavija disputa la sua ultima partita prima della seconda guerra mondiale il 30 marzo 1941 contro il BSK allo Stadion na Marin Dvoru. Nel 1944 il club viene sciolto dalle autorità comuniste appena salite al potere.

### Rifondazione del club
L'iniziativa di rinnovare il FK Slavija viene da operatori sportivi di lunga data della zona di Sarajevo, nel bel mezzo della guerra iniziata nel 1992. Il primo presidente del rinnovato Slavija è Veso Mandić, vicepresidente Sretko Banjanin, gli allenatori Nebojša Kovačević e Vlado Regoje, segretario Dragan Sadović, e tutta la documentazione, gli atti e la registrazione del club sono fatti da Sretko Banjanin. Viene ufficialmente rifondato nel 1993 con il nome di FK Slavija Srpsko Sarajevo. La prima formazione della squadra di Slavija dopo la ripresa del lavoro è costituita dai cadetti che hanno soggiornato dal 10 al 20 agosto 1995 presso il resort Testera a Fruška Gora. Nell'ottobre 1996, la prima partita della squadra viene giocata in trasferta contro il Loznica, membro della prima lega "B" della Jugoslavia, che batte lo Slavija 7–0.

### Presente
Nel 1997 l'intera squadra viene sciolta e la dirigenza si rivolge ai cadetti, calciatori nati nel 1980 e nel 1981, cosa che si rivela corretta.
A Sarajevo Est vi sono due squadre omonime di quelle della capitale, FK Željezničar e FK Sarajevo, che si fondono durante la stagione 1997–98. La nuova squadra, FK Sarajevo, si fonde con lo Slavija durante la stagione 1998–99, portando giocatori, strutture e stadio. Nel 2002 anche lo OFK Lukavica confluisce nello Slavija.
Nel 2004 cambia il suo nome in FK Slavija Istočno Sarajevo. Nel 2003–04 vince la Prva liga Republike Srpske e viene promosso in Premijer liga BiH, la massima serie bosniaca, dove rimane fino al 2016. I più grandi successi sono il secondo posto in campionato e la vittoria della coppa nazionale nel 2009.
Il club è anche noto per la sua scuola giovanile e per gli investimenti nel proprio staff di gioco. Tutte le selezioni giovanili competono nei campionati giovanili della BiH. Vi è una vivace collaborazione con i club serbi, in particolare Partizan e Stella Rossa.

## Stadio
Lo Slavija disputa le gare interne al Gradski Sportsko-rekreativni centar stadion Slavija ("Centro sportivo e ricreativo cittadino stadio Slavija"), un impianto polifunzionale da 6000 posti, situato nel quartiere Naselje Starosjedilaca a Sarajevo Est.
Nel periodo interbellico lo Slavija giocava allo Stadion na Marin Dvoru, impianto che prendeva il nome dal quartiere Marijin dvor. Dopo la seconda guerra mondiale, lo stadio è stato demolito e le tribune sono state utilizzate per costruire lo Stadio Grbavica.

## Giocatori
- Milan Rajlić
- Branko Stanković
- Slavko Zagorac
- Velibor Đurić
- Vlastimir Jovanović
- Bojan Regoje
- Vukašin Benović
- Aleksandar Kosorić
- Milan Muminović
- Igor Radovanović
- Dejan Rašević
- Aleksandar Simić
- Levan Kutalia
- Darko Spalević[4]
- Vučina Šćepanović

## Allenatori
- Hans Ringer
- Franz Unschuld
- Walter Kolitsch
- Vilmos Vilhelm
- Risto Šošoć
- Brana Porobić
- Dušan Jevrić
- Milan Gutović
- Slobodan Lubura
- Mirko Marvan
- Dragan Bjelica
- Zoran Erbez
- Vlado Čapljić
- Dragan Radović

## Palmarès

### Competizioni nazionali
- Coppa della Bosnia ed Erzegovina: 1

2008-2009
- Prva liga Republike Srpske: 1

2003-2004
- Coppa della Republika Srpska: 2

2005-2006, 2007-2008

### Competizioni regionali
- Sarajevski nogometni podsavez: 4

1928-1929, 1929-1930, 1931-1932, 1935-1936

### Altri piazzamenti
- Campionato jugoslavo:

Terzo posto: 1939-1940
- Coppa del Regno di Jugoslavia

Finalista: 1938-1939
- Campionato bosniaco:

Secondo posto: 2008-2009
Terzo posto: 2006-2007
- Coppa di Bosnia:

Finalista: 2006-2007
Semifinalista: 2003-2004, 2004-2005, 2009-2010
- Prva liga Republike Srpske:

Secondo posto: 2002-2003

## FK Slavija nelle Coppe europee
| Stagione | Torneo             | Turno          | Nazione               | Club          | Andata | Ritorno | Totale |
| -------- | ------------------ | -------------- | --------------------- | ------------- | ------ | ------- | ------ |
| 1940     | Coppa Mitropa      | Quarti         | Ungheria (bandiera)   | Ferencváros   | 3–0    | 1–11    | 4–11   |
| 2007     | Coppa Intertoto    | 1º turno       | Andorra (bandiera)    | Sant Julià    | 3–2    | 3–2     | 6–4    |
|          |                    | 2º turno       | Romania (bandiera)    | Oțelul Galați | 0–0    | 0–3     | 0–3    |
| 2009-10  | UEFA Europa League | 2° preliminare | Danimarca (bandiera)  | Aalborg       | 3–1    | 0–0     | 3–1    |
|          |                    | 3° preliminare | Slovacchia (bandiera) | MFK Košice    | 0–2    | 1–3     | 1–5    |